# Ataque con cuchillo en Aschaffenburg 2025

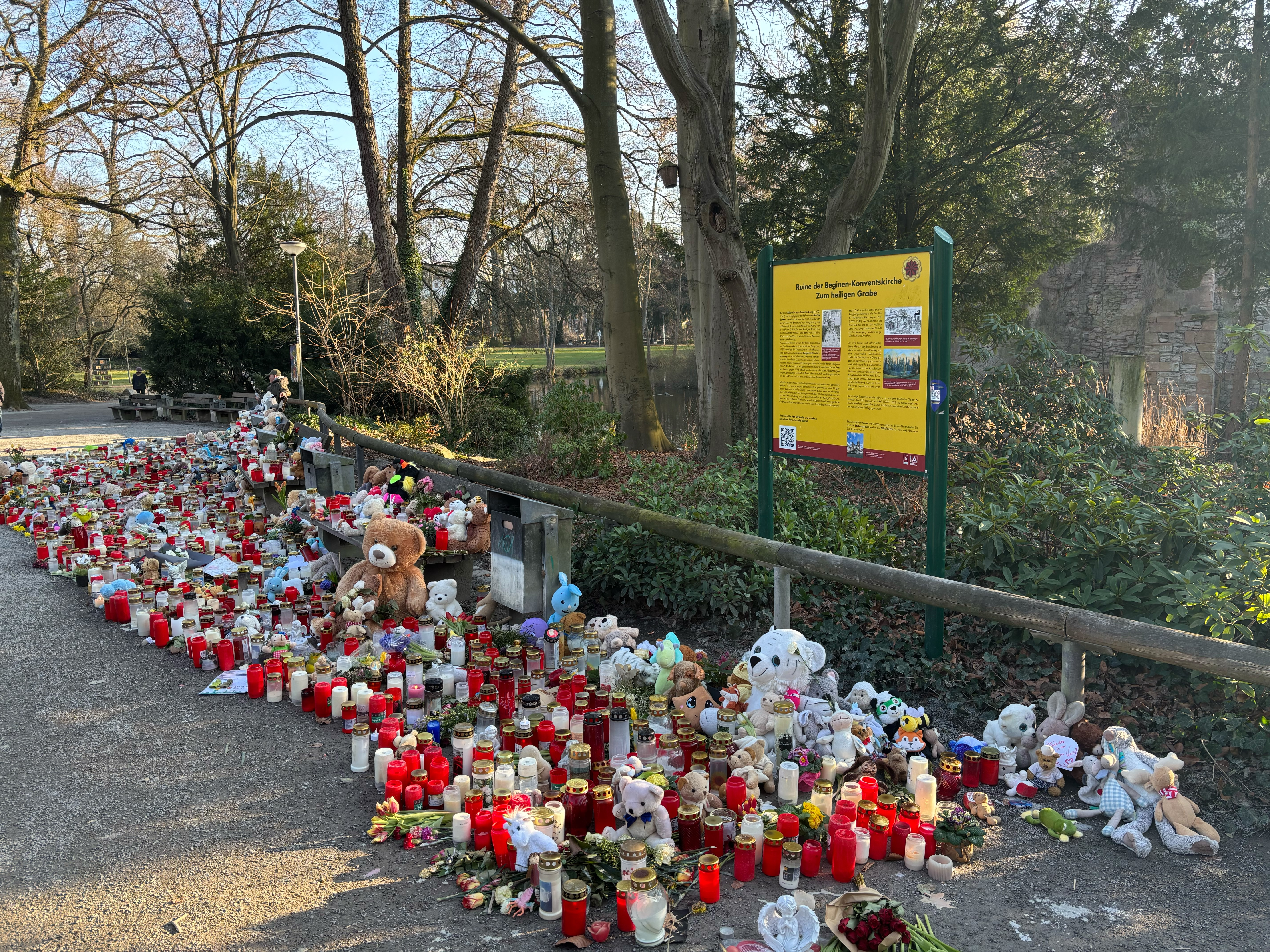
Un memorial en honor de las víctimas en la zona del ataque.

El 22 de enero del 2025, dos personas murieron y otras tres resultaron gravemente heridas en un ataque con cuchillo en la ciudad de Aschaffenburg, Alemania. El crimen tuvo lugar en un parque en el centro de la ciudad. El principal sospechoso es un solicitante de asilo afgano de 28 años que fue detenido por la policía inmediatamente después del crimen. Aún se investigan sus motivos para el ataque.

## Ataque
La mañana del 22 de enero de 2025, dos profesores paseaban con cinco niños pequeños de una guardería en el parque Schöntal, en el centro de Aschaffenburg. A las 11:45 de la mañana (CET) un hombre con un cuchillo atacó al grupo de niños y mató a uno de dos años, de ascendencia marroquí que estaba sentado en una carretilla con al menos siete puñaladas con un cuchillo de 32 cm. Luego apuñaló a la niña siria de dos años que también iba sentada en la carretilla, dejándola gravemente herida. Una profesora, alemana de 59 años, trató de intervenir, fue empujada y cayó rompiéndose una mano. Dos hombres alemanes se enfrentaron al agresor, uno de 41 años resultó mortalmente herido y el otro de 72 resultó gravemente herido. Tras una breve fuga, el agresor fue capturado y arrestado por la policía. Se le incautó un cuchillo de cocina de grandes dimensiones, que presuntamente fue el que usó en el ataque.

## Sospechoso
Según el medio alemán Der Spiegel, el sospechoso detenido es un afgano llamado Enamullah O. nacido en 1997. Entró en Alemania en noviembre de 2022 y solicitó asilo a principios de 2023. Según el ministro del Interior del estado de Baviera, Joachim Herrmann, hubo un convenio de Dublín, pero no se completó a tiempo, por lo que Alemania se hizo responsable del mismo. Aparentemente había anunciado por escrito su intención de abandonar el país voluntariamente en diciembre de 2024. La Oficina Federal de Migración y Refugiados (BAMF) suspendió entonces el procedimiento de asilo y se le exigió que abandonara el país. El sospechoso ya era conocido por la policía por tres actos de violencia. Fue ingresado en un hospital psiquiátrico tres veces y dado de alta las tres veces.

## Reacciones

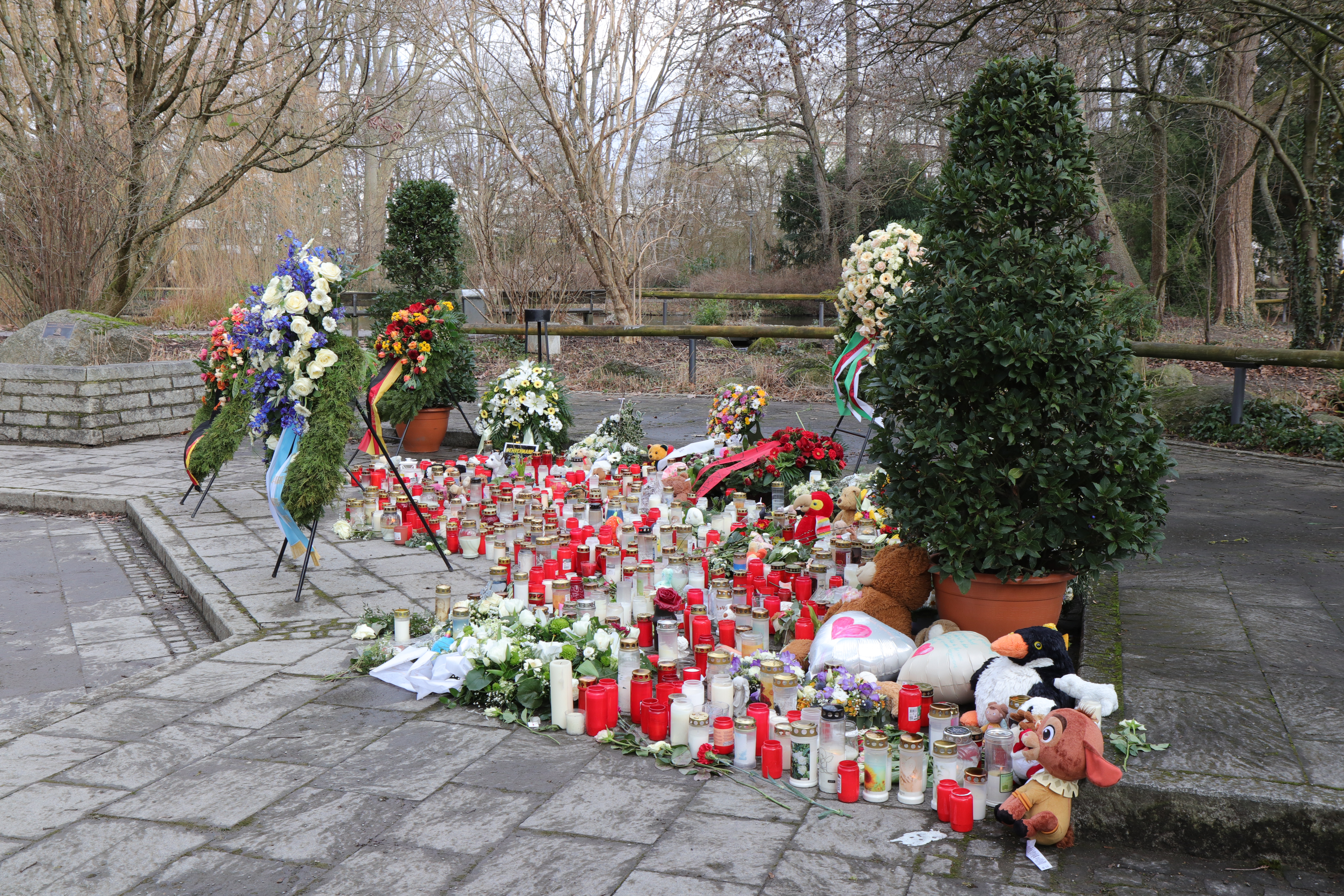
Coronas cerca de la escena del crimen

El Ministro del Interior del estado de Baviera, Herrmann, el ministro del estado de Baviera, Markus Söder, el Canciller Federal, Olaf Scholz, la Ministra Federal del Interior, Nancy Faeser y otros políticos condenaron el acto.